# Blutsmarter (Volkach)

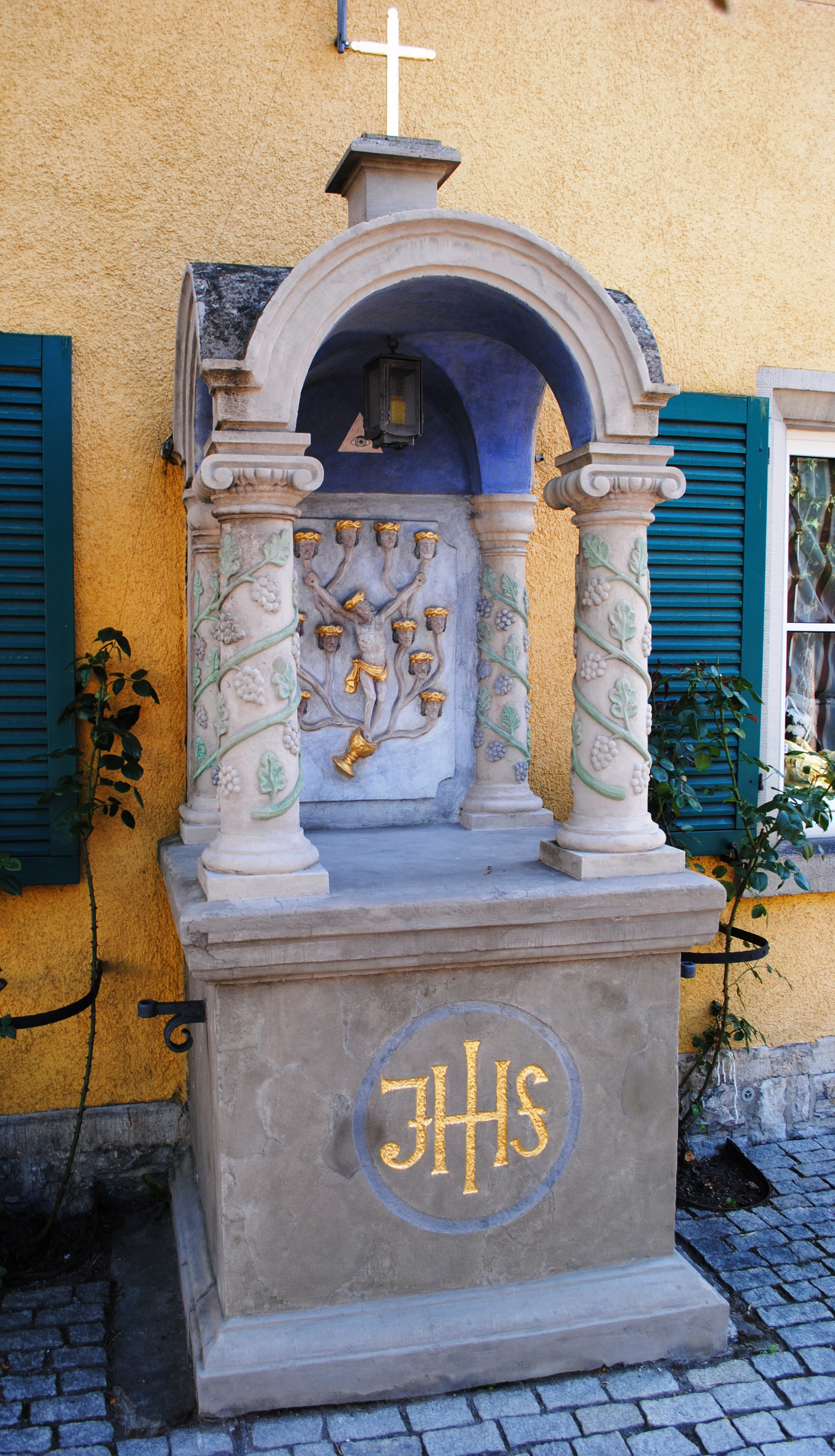
Der Bildstock in Volkach

Die sogenannte Blutsmarter ist ein Bildstock in der Oberen Vorstadt der Stadt Volkach. Sie steht an einer Straßengabelung der Dr.-Eugen-Schön-Straße und der Prof.-Jäcklein-Straße.

## Geschichte
Die Geschichte der Blutsmarter ist eng mit der Wallfahrt der Volkacher Bürger nach Burgwindheim verbunden. Erstmals bezeugt ist der Pilgerzug im Jahr 1646. Durch den Dreißigjährigen Krieg und die häufigen Durchzüge feindlicher Truppen wurde eine Pestepidemie ausgelöst, die viele Einwohner tötete. Seitdem wallte man alljährlich am Sonntag nach dem Blutsfest in die Heiligblutkirche nach Burgwindheim, um künftig vor solchen Krankheiten gefeit zu sein.
Ausgangspunkt dieser Wallfahrt war ab dem 18. Jahrhundert der Bildstock. Damals wurde er am Rande der Oberen Vorstadt aufgestellt und bildet seitdem den Treff- und Ausgangspunkt für die Wallfahrer. Vor der Marter wird der Reisesegen gebetet, danach folgt der erste Wanderungsabschnitt nach Rimbach. Das Bayerische Landesamt für Denkmalpflege ordnet den Bildstock als Baudenkmal unter der Nummer D-6-75-174-99 ein.

## Beschreibung
Die Marter ist ein Altarbildstock, der an die Hauswand des dahinterliegenden Gebäudes angebaut wurde. Der rechteckige Sockel trägt den Nomen sacrum in goldener Schrift IHS. Ein ausladendes Gesims leitet zum Aufbau über, der durch vier runde Säulen gebildet wird. Mit rundgewölbten Abschlüssen, reich profiliert, schließt der Bildstock nach oben ab. Die Marter trägt ein goldenes Kreuz.
Die künstlerische Gestaltung ist zunächst an den Säulen mit Weinrankenornament erkennbar. Ein Relief als zurückversetzter Abschluss des Altars zeigt das sogenannte Blutwunder von Walldürn. Im Mittelpunkt steht der Gekreuzigte ohne Kreuz, unterhalb seiner Füße liegt ein umgestürzter Kelch, aus dem elf Christushäupter mit Dornenkronen herausfließen. Das Auge der Vorsehung befindet sich oberhalb des Reliefs.